# Volda
Volda (Volden) is een dorp en gemeente niet ver van Ålesund in de Noorse provincie Møre og Romsdal. Het is gelegen tussen de Nordfjord en de Romsdalfjord. De gemeente telde 9102 inwoners in januari 2017. Op 1 januari 2020 werd de gemeente uitgebreid met het grondgebied van de voormalige gemeente Hornindal, die daarvoor deel uitmaakte van de toenmalige provincie Sogn og Fjordane, en de plaatsen Bjørke en Viddal van de gemeente Ørsta.

## Gemeentewapen

Wapen voor 2020
Wapen van Hornindal
Huidige gemeentewapen

## Dorp

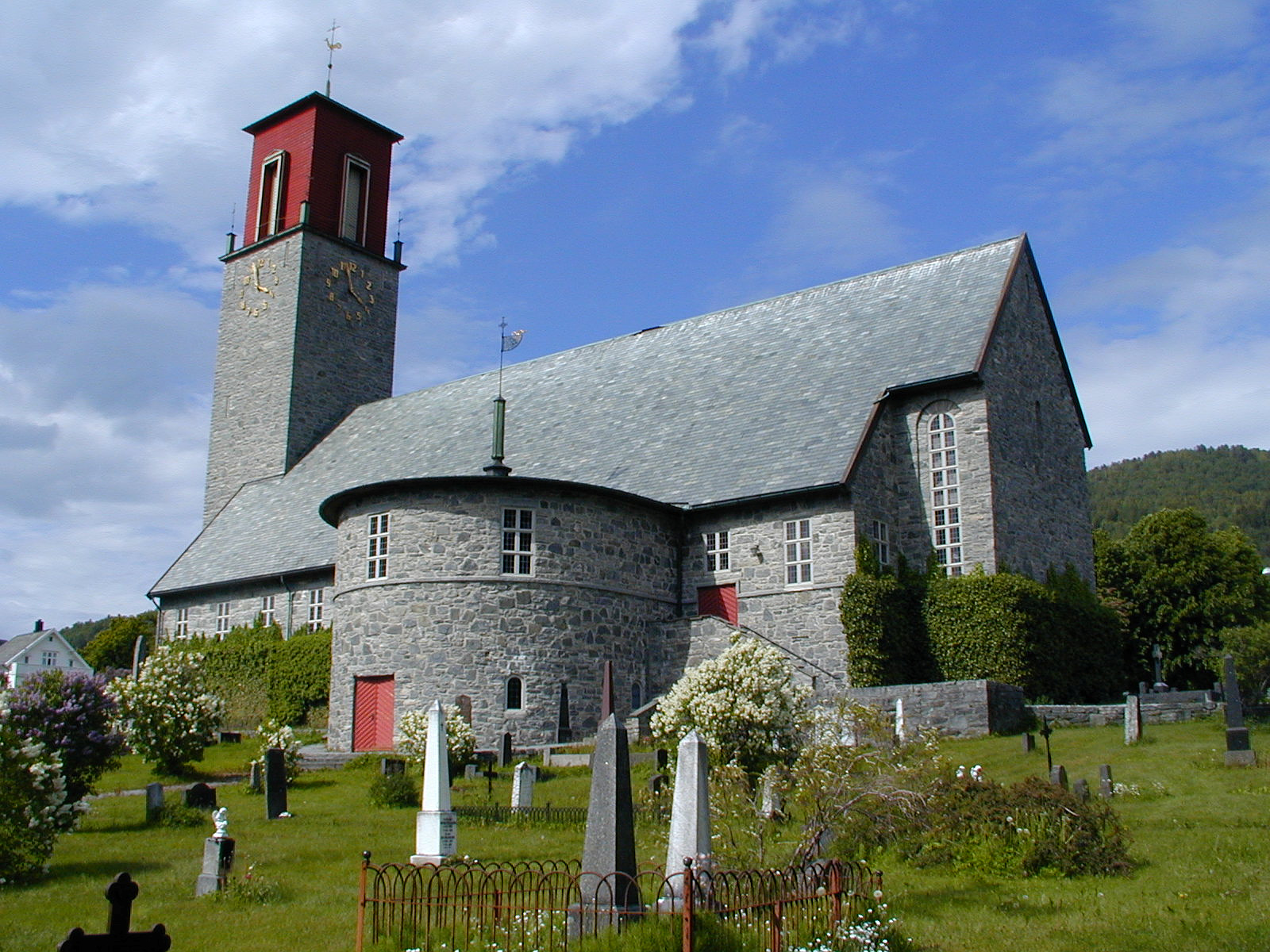

Het dorp Volda heeft een centrumfunctie voor Sunnmøre. De lokale rechtbank, het Tingrett,  is er gevestigd. Sinds 1994 is de vroegere kweekschool opgewaardeerd tot Hogeschool in Volda met vier afdelingen. Het dorp heeft een moderne kerk uit 1932. De eerste kerk in het dorp was een staafkerk die rond 1200 gebouwd werd. Deze werd in 1856 wegens bouwvalligheid afgebroken en vervangen door een grote houten kruiskerk. Deze ging in 1929 door brand verloren waarna het huidige, stenen, gebouw werd opgetrokken. De kerk is een ontwerp van Arnstein Arneberg.

## Geboren
- Ørjan Nyland (16 september 1990), voetballer

## Externe link

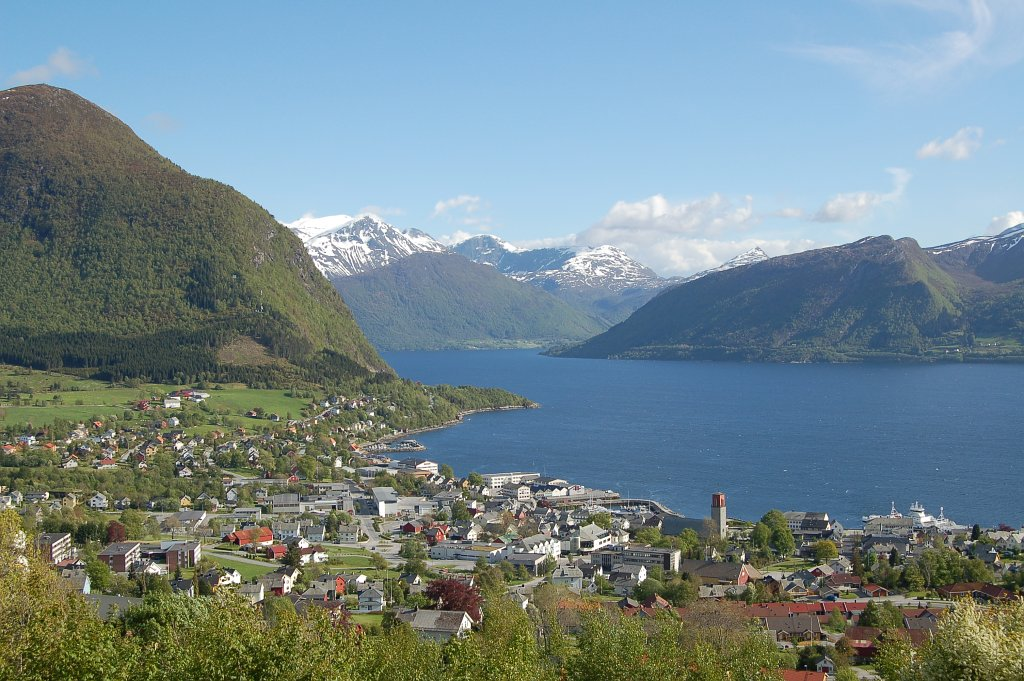
Volda, mei 2006